# San Sebastián Gipuzkoa Basket Club
O San Sebastián Gipuzkoa Basket Club mais conhecido como Gipuzkoa Basket é um clube profissional de basquete situado na cidade de San Sebastián, País Basco, Espanha que atualmente disputa a Liga Ouro.

## História
No mes de maio de 2001 um grupo de ex-jogadores, ex-técnicos e fãs do esporte da cidade de San Sebastián convenceram um grupo de empresários da região a empreender um novo projeto de basquete da cidade, assim nascia o Gipozkoa Basket.
A equipe recém criada participa das competições na LEB Plata e na temporada 2004-05 embalados pelo patrocínio da empresa Bruesa (empresa da região Gipuzkoana) traçam planos mais audaciosos. Comandados pelo técnico Porfi Fisac, a equipe alcança o segundo lugar na temporada regular, mas fracassam nos playoffs de ascensão sendo derrotados pelo La Laguna.. A administração do clube decide por comprar uma vaga na LEB Oro e estréia muito bem, mesmo com um começo complicado, a equipe chega na 5ª colocação e é escolhido como a surpresa da competição. O Bruesa GBC mantém-se firme nos playoffs vence o Léon e alcança a promoção para a Liga ACB. Dias depois conquista o título da LEB Oro contra o UCAM Murcia.
Já classificado para a Liga ACB, os dirigentes do Gipuzkoa correm contra o relógio para se adequar aos requisitos da liga. Tornam clube empresa e passam a se chamar San Sebastián Gipuzkoa Basket Club SAD, levam seus jogos para a Plaza de Toros de Illumbre onde podem levar públicos maiores para seus jogos e desta maneira, mesmo não permanecendo na elite, alcançaram grandes avanços no aumento do número de sócios e maior média de público na Liga.

## Nomes de Patrocinador
- Datac GBC: 2001–02
- Bruesa GBC: 2004–09
- Lagun Aro GBC: 2009–13

## Uniforme
| Casa | Visitante |

## Jogadores Notáveis
- Federico Kammerichs
- Sergi Vidal
- Raul Togni Neto
- Nikoloz Tskitishvili
- Kenny Adeleke
- Bernard Hopkins
- Andy Panko
- Lou Roe
- Devin Smith
- Qyntel Woods